# جوني رود
جوني رود (بالإنجليزية: Johnny Rod)‏ هو عازف باس أمريكي، ولد في 8 ديسمبر 1957.

## وصلات خارجية
- جوني رود على موقع ميوزك برينز (الإنجليزية)
- جوني رود على موقع ديسكوغز (الإنجليزية)